# Копылов, Игорь Петрович
Игорь Петрович Копылов (28 апреля 1924 года, Москва, РСФСР — ноябрь 2014, Москва, Россия) — доктор технических наук, профессор, почетный профессор кафедры «Электромеханика» Московского энергетического института, Заслуженный деятель науки и техники РСФСР, лауреат Государственной премии СССР. Почётный академик Инженерной Академии РФ, почётный академик Академии Электротехнических Наук РФ. Участник Великой Отечественной войны.

## Биография
Игорь Петрович Копылов родился 28 апреля 1924 года в Москве, где окончил среднюю школу.
С 1 мая 1942 года воевал в 3-й партизанской бригаде Северо-Западного фронта. 10 января 1943 года вступил в ряды РККА и был направлен
256-ю стрелковую дивизию на должность телефониста взвода управления дивизионной артиллерией. В составе данной дивизии на Волховском, Ленинградском, 2-м Прибалтийском фронтах, принимал участие в прорыве блокады Ленинграда, Мгинской, Ленинградско-Новгородской, Новгородско-Лужской, Режицко-Двинской, Прибалтийской и Рижской операциях, а также в боях с курляндской группировкой противника. За боевые отличия был награждён орденом Красной Звезды, медалями «За отвагу» и «За боевые заслуги».
В октябре 1945 года младший сержант Копылов был уволен в запас и вернулся в Москву.
В 1952 году окончил Московский энергетический институт. Учился в аспирантуре. В 1955 году защитил кандидатскую диссертацию, а в 1966 году — докторскую диссертацию.
В 1969 году ему присвоено звание профессора. В 1970—1972 годах работал проректором МЭИ по научной работе. С 1974 по 1989 год заведовал базовой кафедрой Минвуза России — кафедрой «Электрических машин» МЭИ.
В свое время И. П. Копылов создал теорию обобщенного электромеханического преобразования, которая дает возможность составлять математическую модель любой электрической машины, доказал возможность определения активной и реактивной мощностей, энергетических показателей при переходных процессах.
Область научных интересов: гео- и гелиоэлектромеханика, новые источники электроэнергии, разработка новых видов электрических двигателей — синхронизированные однофазные, двигатели-усилители, безредукторные тихоходные гидрогенераторы для бесплотинных ГЭС, электромеханические преобразователи; изучал возможность замены медных обмоточных проводов на ферромагнитные и др.
Под руководством И. П. Копылова было подготовлено и защищено 60 кандидатских и 5 докторских диссертаций.
И. П. Копылов в разное время был членом ряда ученых Советов, членом редакции журналов «Электротехника» и «Электромеханика», избирался членом-корреспондентом Международной инженерной академии, Почётным академиком ИАР и АЭН России.

## Награды и звания
- орден Ленина;
- орден Отечественной войны II степени (06.04.1985)[2];
- орден Красной Звезды (17.11.1944)[3] .
- Медали, в том числе:
  - «За отвагу» (28.07.1944)[4];
  - «За боевые заслуги» (07.08.1943)[5];
  - «За оборону Ленинграда» (01.06.1944)[6];
  - «За оборону Москвы»;
  - «За победу над Германией в Великой Отечественной войне 1941—1945 гг.»;
  - «Ветеран труда».
- Государственная премия СССР (1990) — за учебник «Математическое моделирование электрических машин».

## Труды
И. П. Копылова имеет 110 свидетельств на изобретения, является автором около 500 научных работ, включая 45 учебников и монографий. Среди них:
- Электрические машины. М. Энергоатомиздат. 1986.
- Математическое моделирование асинхронных машин (в соавторстве). М. Энергия. 1969.
- Тороидальные двигатели. М. Энергия. 1971.
- Расчет на ЦВМ характеристик асинхронных машин (в соавторстве). М. Энергия. 1973.